# Castello dei Manzoli
Das Castello dei Manzoli, auch Castello di San Martino in Soveranzo genannt, ist eine mittelalterliche Festung im Weiler San Martino in Soverzano, Teil der Gemeinde Minerbio in der italienischen Region Emilia-Romagna, Metropolitanstadt Bologna.

## Geschichte und Beschreibung
Es handelt sich um einen Bau mit vier Ecktürmen und einem Bergfried, umgeben von einem Burggraben, den man mittels zweier Zugbrücken überqueren konnte. 1407 kaufte ihn Chiara Arrighi, die Tochter von Girolamo Arrighi und künftige Gattin von Bartolomeo Manzoli. Die heutige Burg ließ der bologneser Ritter Bartolomeo Manzoli (oder manchmal auch Mangioli) 1414 auf den Resten eines uralten Verteidigungsturmes aus dem 12. Jahrhundert namens Torre degli Ariosti an der Grenze der Palude di Dugliolo (die sich damals Richtung Nordosten bis zum Poggio di Molinella und Richtung Norden bis zur Vereinigung mit dem Tal von Marrara erstreckte) errichten. Ende des 19. Jahrhunderts wurde die Anlage unter Leitung von Alfonso Rubbiani restauriert. Sie hat ihren Namen von der Familie Manzoli, den Besitzern der Adelsresidenz ab 1407. Um die Burg entwickelte sich ab dem 15. Jahrhundert eine kleine Siedlung von Handwerkern und Viehhändlern.

## Weblinks

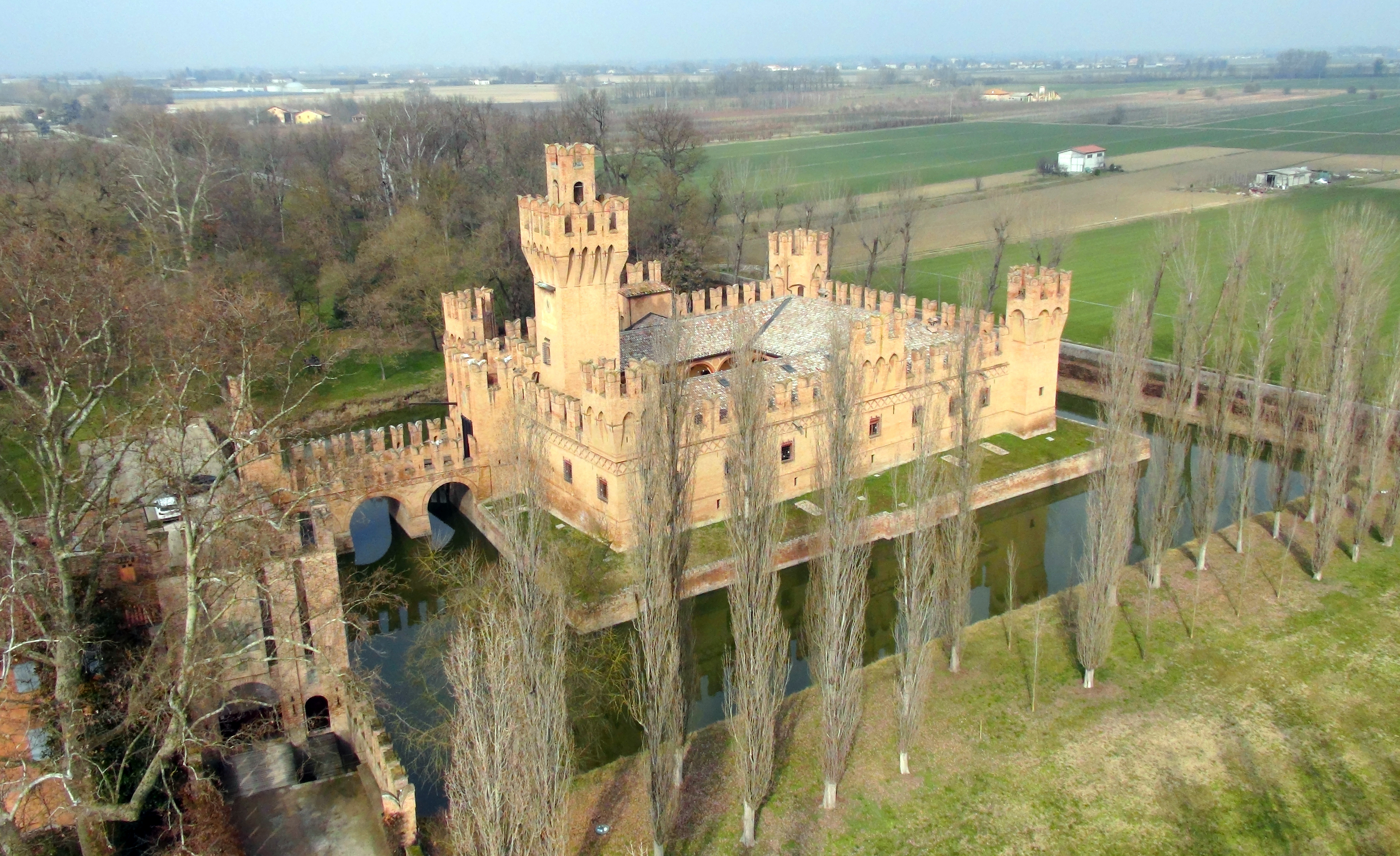
Luftbild des Castello dei Manzoli